# Transit of Venus
Transit of Venus ist das vierte Studioalbum der kanadischen Rockband Three Days Grace. Das Album erschien am 2. Oktober 2012.

## Entstehung und Stil
Transit of Venus wurde mit Don Gilmore (u. a. Linkin Park) in den Revolution Studios in Toronto eingespielt. Dabei wurden bei einigen Songs Synthesizer verwendet, manche Stücke fallen experimenteller aus.

## Rezeption
Gregory Heany von Allmusic schrieb, neben einigen Experimenten schaffe es die Band immer noch, etliche „fist-pumping, arena-ready moments“ auf das Album zu bringen, „providing a familiar landmark to keep fans from getting lost, while also providing the album with enough old-fashioned riffage to show that Three Days Grace haven't given up on rock.“ („um eine vertraute Landmarke zu setzen, die die Fans vom Abwandern abhält, wobei das Album genug altmodisches Riffing enthält, um zu zeigen, dass Three Days Grace den Rock nicht aufgegeben haben.“) Er vergab 3,5 von fünf Sternen.

## Titelliste
1. Sign Of The Times – 3:11
2. Chalk Outline – 3:02
3. The High Road – 3:13
4. Operate – 3:22
5. Anonymous – 3:13
6. Misery Loves My Company – 2:42
7. Give In To Me (Michael Jackson Cover) – 3:19
8. Happiness – 2:53
9. Give Me A Reason – 2:03
10. Time That Remains – 3:12
11. Expectations – 2:43
12. Broken Glass – 3:21
13. Unbreakable Heart – 3:26

## Musiker
- Adam Gontier - Gesang, Rhythmusgitarre
- Neil Sanderson - Schlagzeug, Percussion, Piano, Hintergrundgesang
- Brad Walst - Bass, Hintergrundgesang
- Barry Stock - Leadgitarre